# Tagatosio
Il tagatosio è un monosaccaride chetonico esoso. La sua molecola è chirale; nei cicli metabolici dei sistemi viventi è coinvolto il solo enantiomero destrogiro D-(-).
A temperatura ambiente è una polvere cristallina bianca solubile in acqua, dal sapore zuccherino.
Si trova in piccole quantità nei latticini e può essere prodotto dal lattosio; l'idrolisi di quest'ultimo dà glucosio e galattosio, il galattosio per trattamento con basi forti - nello specifico, con idrossido di calcio - isomerizza a tagatosio.
Trova uso come agente dolcificante alternativo al saccarosio.